# Оредеж (река)
О́редеж (Ор(е)деж(ь), Орыде, Аредеж, Уредеж, Рядеж, Осередеш, ижор. Oredeža) — река на юго-западе Ленинградской области, правый и самый длинный приток реки Луги. Длина реки — 192 км, площадь водосборного бассейна — 3220 км².

## Географические сведения

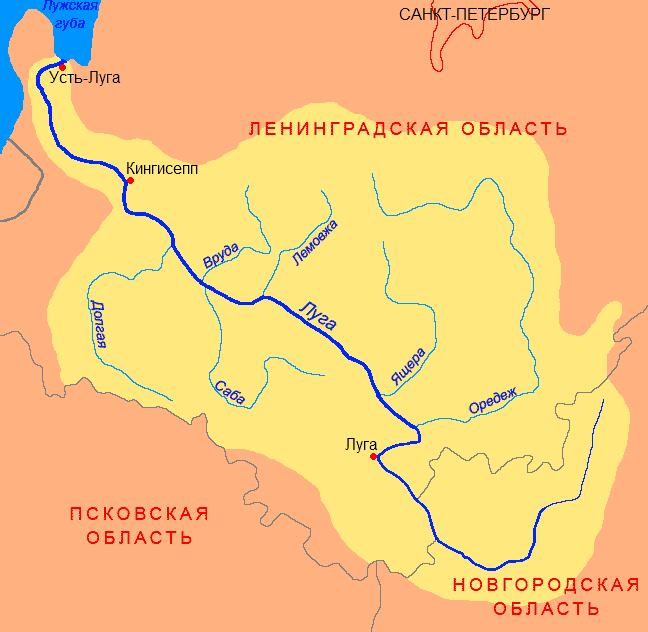
Бассейн Луги

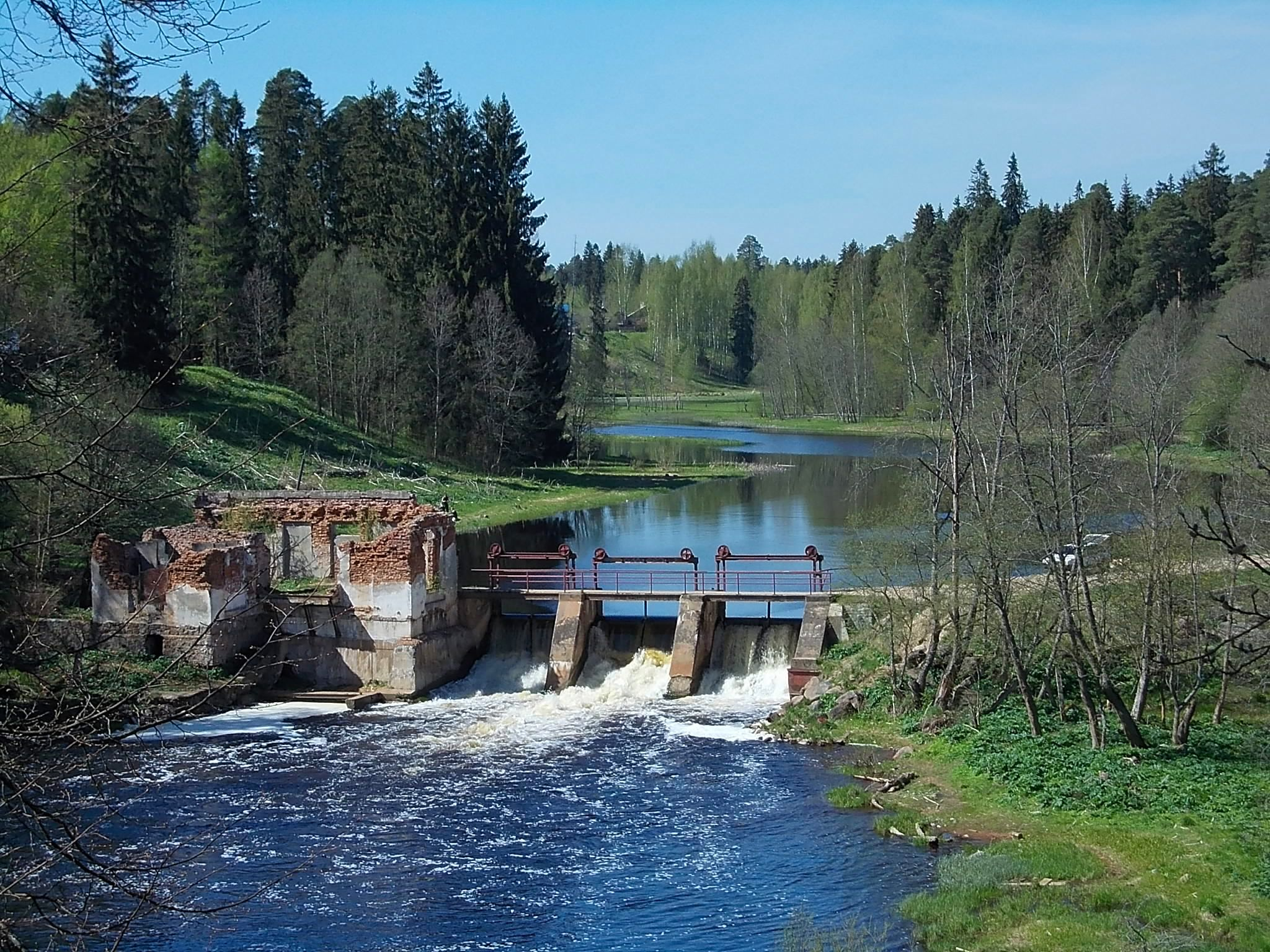
Плотина Белогорской ГЭС

В верхнем течении зарегулирована карстом и плотинами бывших ГЭС, в нижнем течении судоходна. Замерзает в конце ноября — начале января, вскрывается в апреле.
В верховьях река отличается весьма холодной и жёсткой водой; начиная от Чикинского озера вода становится теплее и мягче. У Даймища впервые встречаются выходы по берегам красных девонских песчаников, которые являются «визитной карточкой» Оредежа и сопровождают последний на весьма протяжённых участках. Здесь река меандрирует в глубокой долине; фарватер обычно тянется то вдоль одного, то вдоль другого берега, один из берегов обычно отлогий, другой — крутой. В районе Грязно, Старосиверской и других местах в русле реки встречаются камни и каменистые гряды. В среднем течении река протекает в низменных берегах; в нижнем течении, проходя по древней речной долине, образует озеровидные расширения: озёра Антоново, Дорогань и Хвойлово (Хвойное).
Вода Оредежа по химическому составу относится к гидрокарбонатному классу (группа кальция), слабощелочная, минерализация — 180—280 мг/л. Скорость течения — в среднем 0,1 м/с; максимальная среднемесячная температура воды (по данным многолетних наблюдений в Вырице) — 19,1 °C, цветность — 55—152°, прозрачность в верхнем течении достигает 3,5 м и более. В истоке, в районе Кюрлевских карьеров река протекает по Ордовикскому плато, питающие здесь реку подземные источники богаты радоном, в силу чего вода в верхнем течении отличается естественной радиоактивностью.
Оредеж протекает по территории Волосовского, Гатчинского и Лужского районов; на его берегах расположены населённые пункты: Даймище, Батово, Рождествено, Выра, Сиверский, Белогорка, Вырица, Мины, Торковичи и другие. Примерно в 20 км от впадения реки в Лугу, недалеко от левого берега Оредежа, находятся одноимённые посёлок и железнодорожная станция. Основные притоки: Суйда, Кременка, Тесова.
Истоки реки находятся на территории комплексного памятника природы урочище Донцо, имеются также геологические памятники природы: «Обнажения девона на реке Оредеж у посёлка Белогорка», где встречаются окаменелые останки панцирных рыб и других животных, а также обнажения девона и штольни у пос. Ям-Тёсово и дер. Борщово. На реке Оредеж находится городище Надбелье, имеющее параллели в культуре с поселениями Поволховья IX — первой половины X века. В верхнем течении предлагается к созданию природно-исторический парк «Верхний Оредеж» площадью 154 тыс. га, предназначенный для посещения туристами. Территория представляет интерес для любителей охоты, рыбной ловли, истории и этнографии. По берегам реки расположены многочисленные детские здравницы и базы отдыха.

## История
Оредеж впервые упоминается в 1240 году в связи с новгородско-орденским конфликтом; происхождение названия неясно. Существует версия о водском происхождении названия, означающего «голову коня» (Лбовский, 1948). В средние века Оредеж был включен в систему водных коммуникаций, в XVIII — первой половине XX века по реке производился сплав леса. В 1948 году в верхнем течении реки был создан каскад гидроэлектростанций: Даймищенская, Рождественская, Сиверская (головная станция каскада) и Белогорская (Новосиверская). Впоследствии к каскаду добавились Вырицкая и Нижнеоредежская ГЭС; в 1973 году все станции на Оредеже были упразднены.
Согласно дореволюционным данным, река Оредеж берёт начало из озерца у деревни Большое Заречье (ныне — в Волосовском районе), однако создателями Государственного водного кадастра истоком реки были объявлены родники-поноры близ деревни Село как удалённая точка водной системы, что увеличило длину Оредежа на несколько километров.

## Данные водного реестра
По данным государственного водного реестра России относится к Балтийскому бассейновому округу, водохозяйственный участок реки — Луга, речной подбассейн отсутствует. Относится к речному бассейну реки Нарва (российская часть бассейна).
Код объекта в государственном водном реестре — 01030000512102000025828.

## Галерея

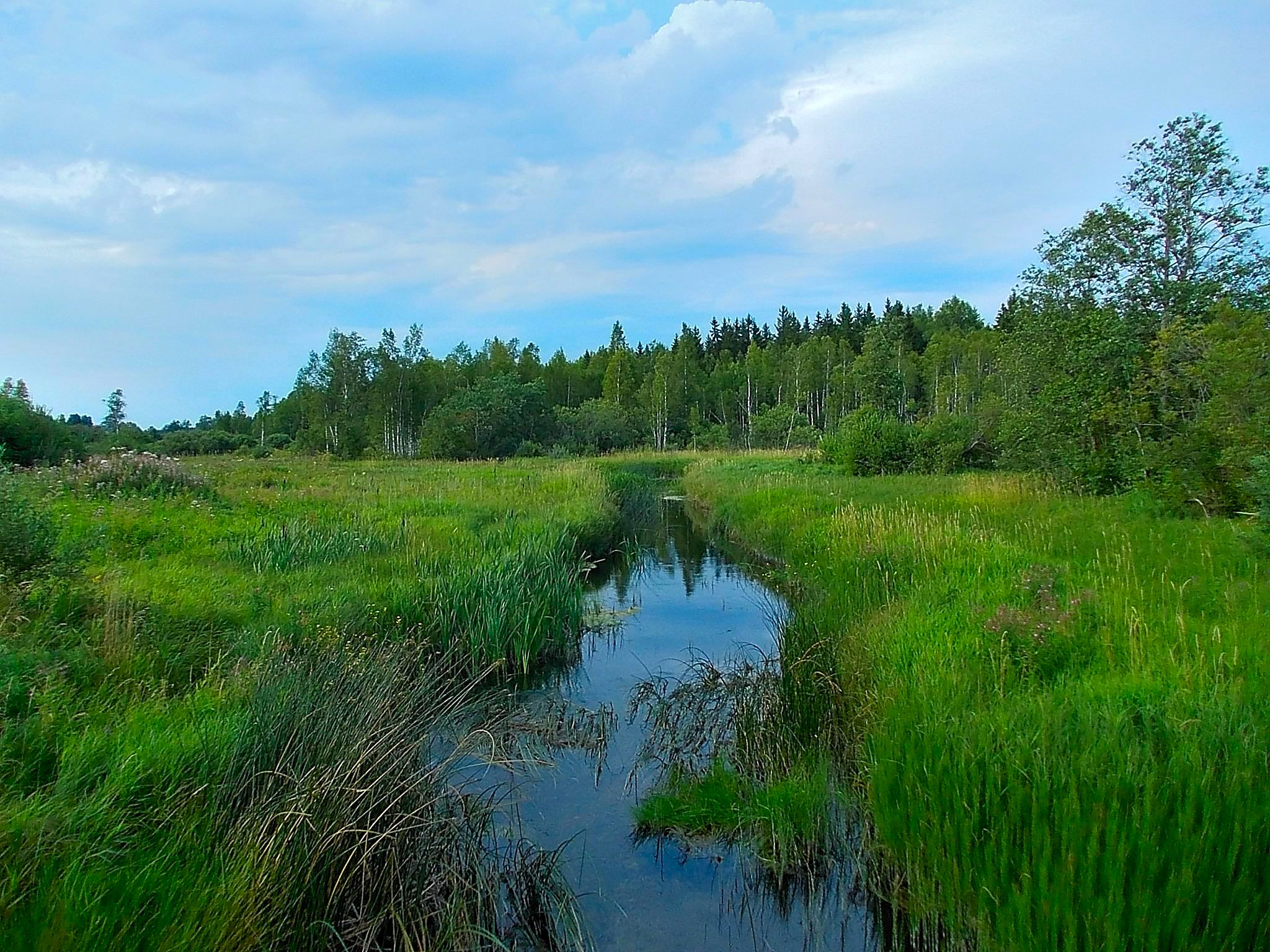
Река Оредеж в д.Большое Заречье
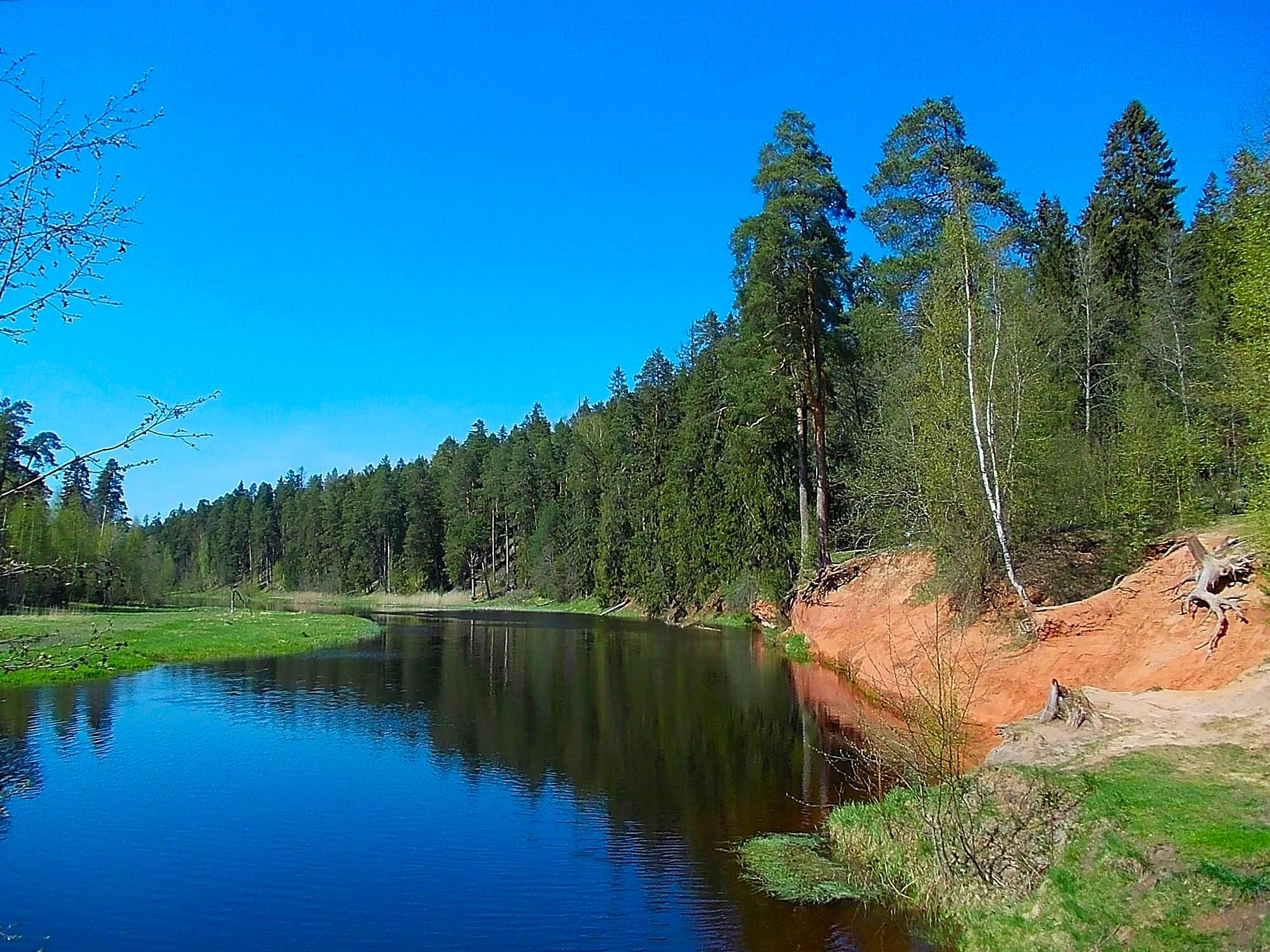
Река Оредеж у бывшего дома отдыха Лесное (Белогорское водохранилище)
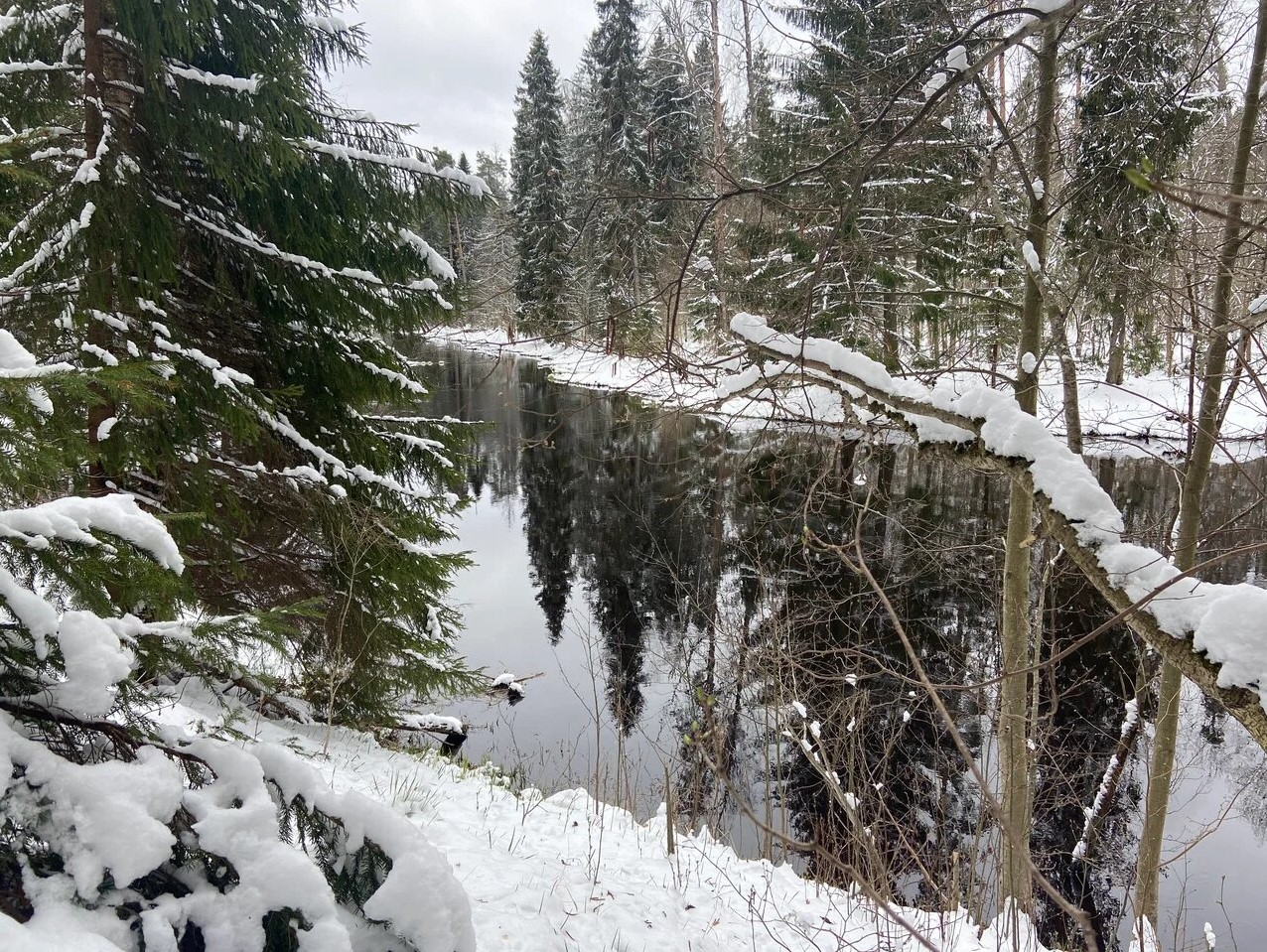
Река Оредеж зимой в районе пос. Сиверское
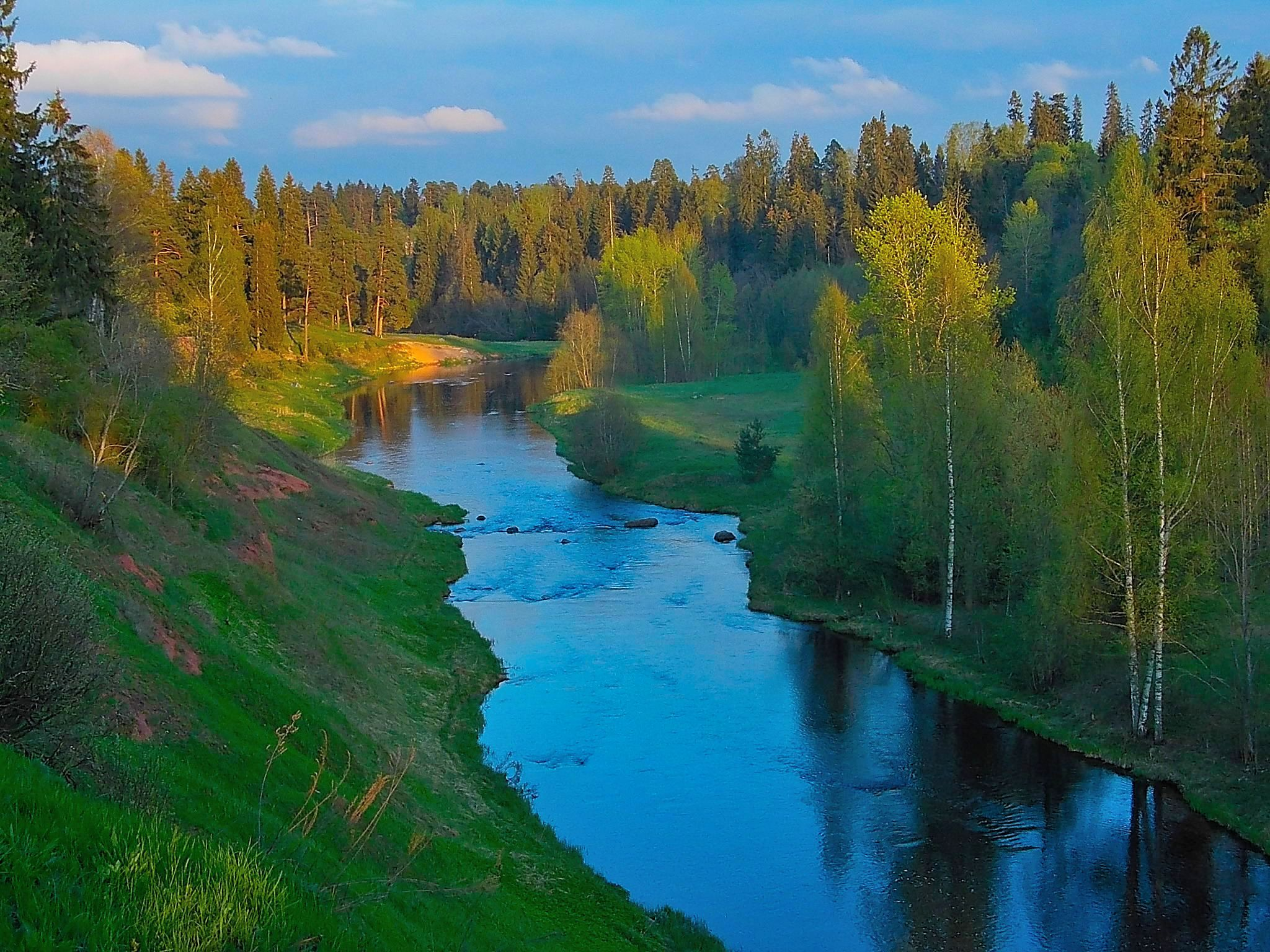
Река Оредеж в Старосиверской
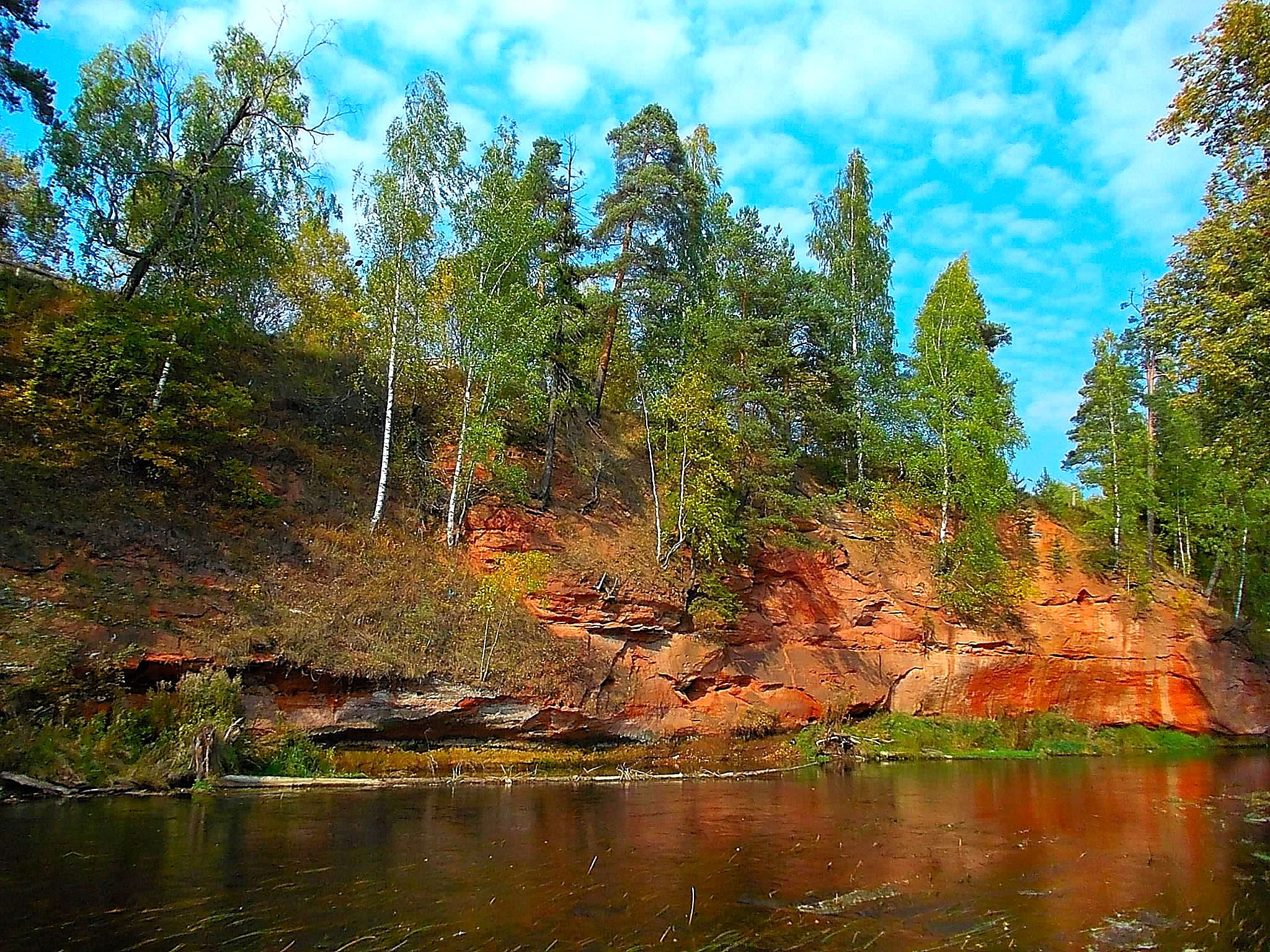
Геологические обнажения в п.Сиверский
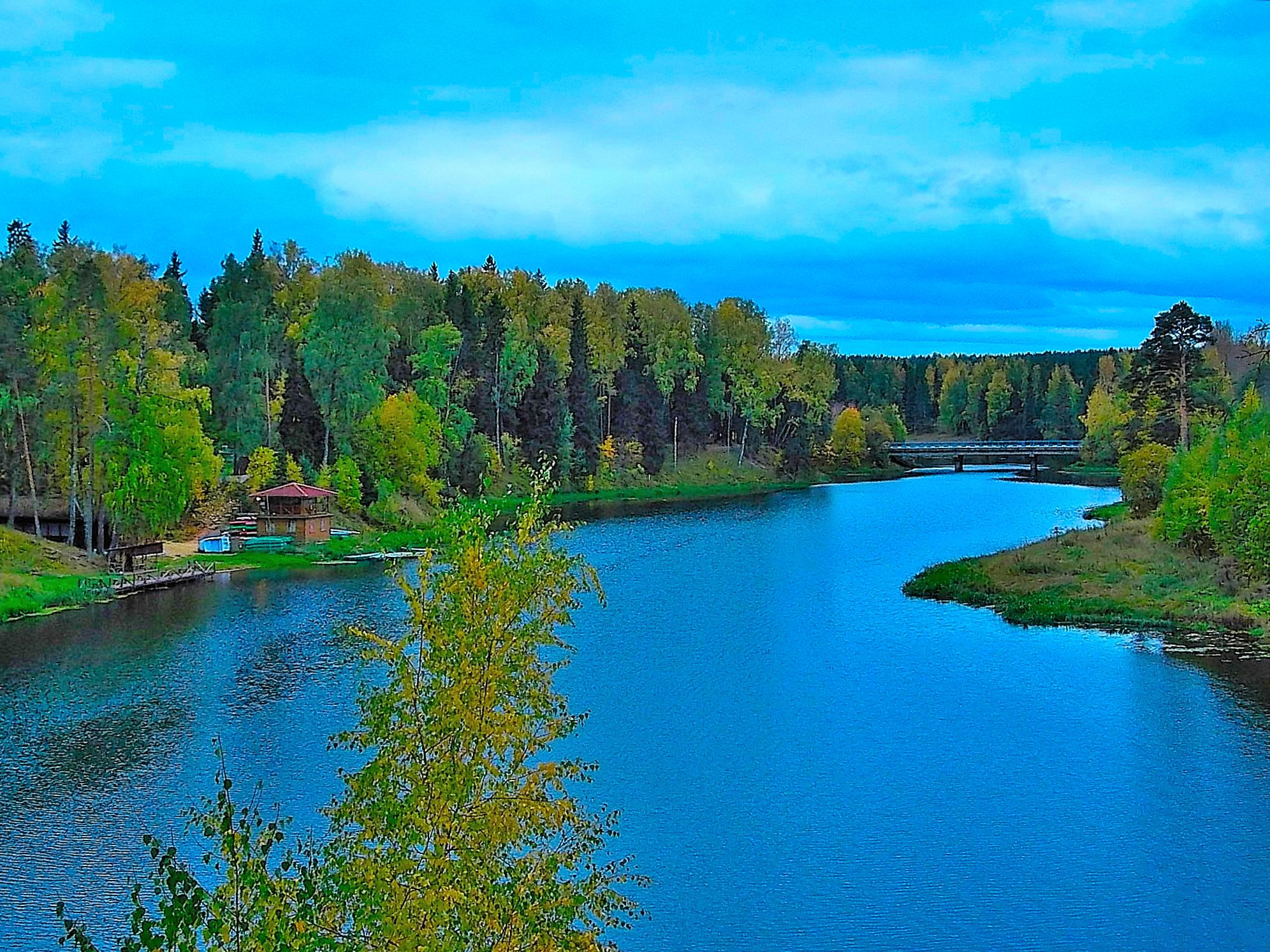
Сиверское водохранилище
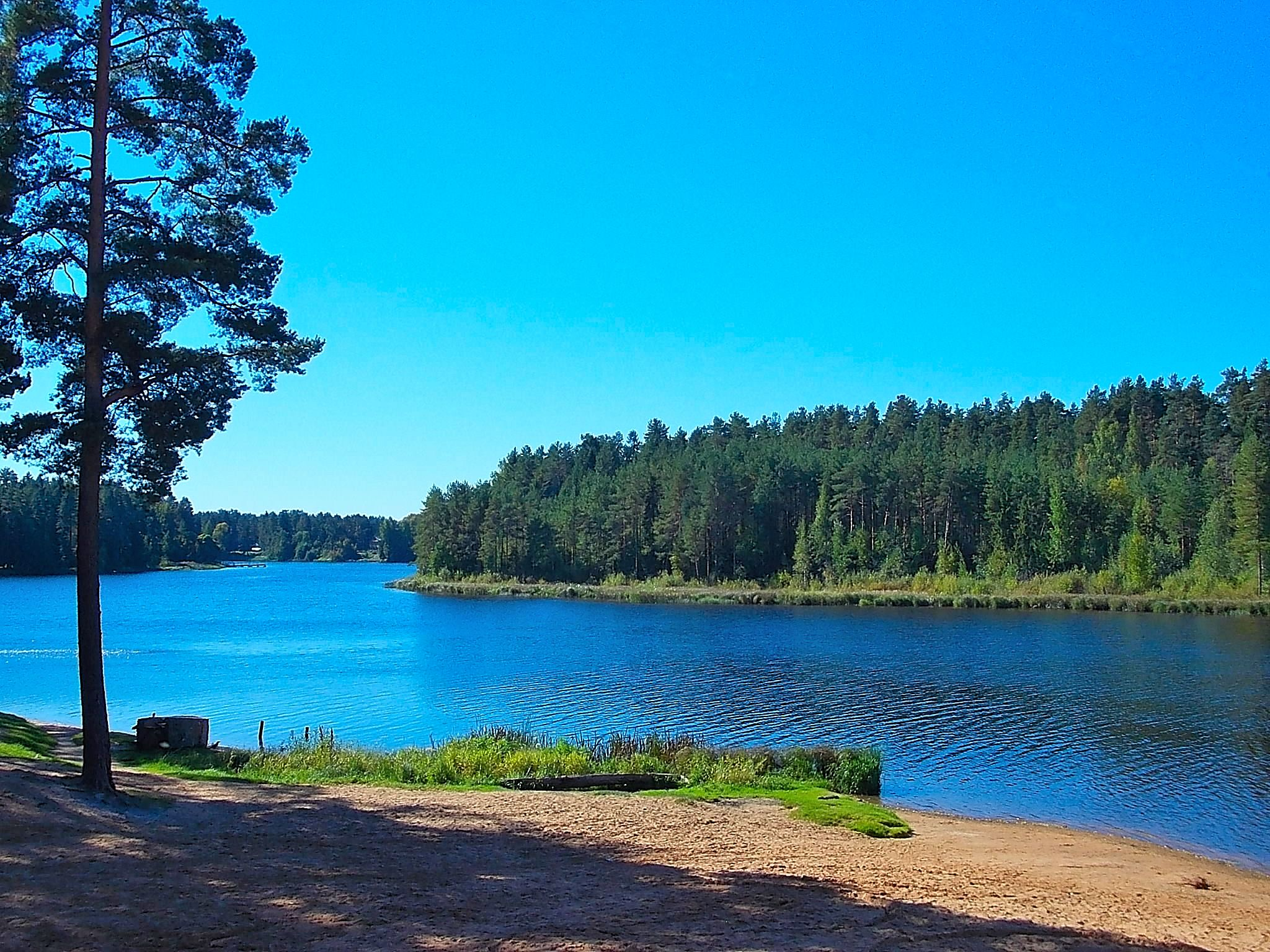
Вырицкое водохранилище
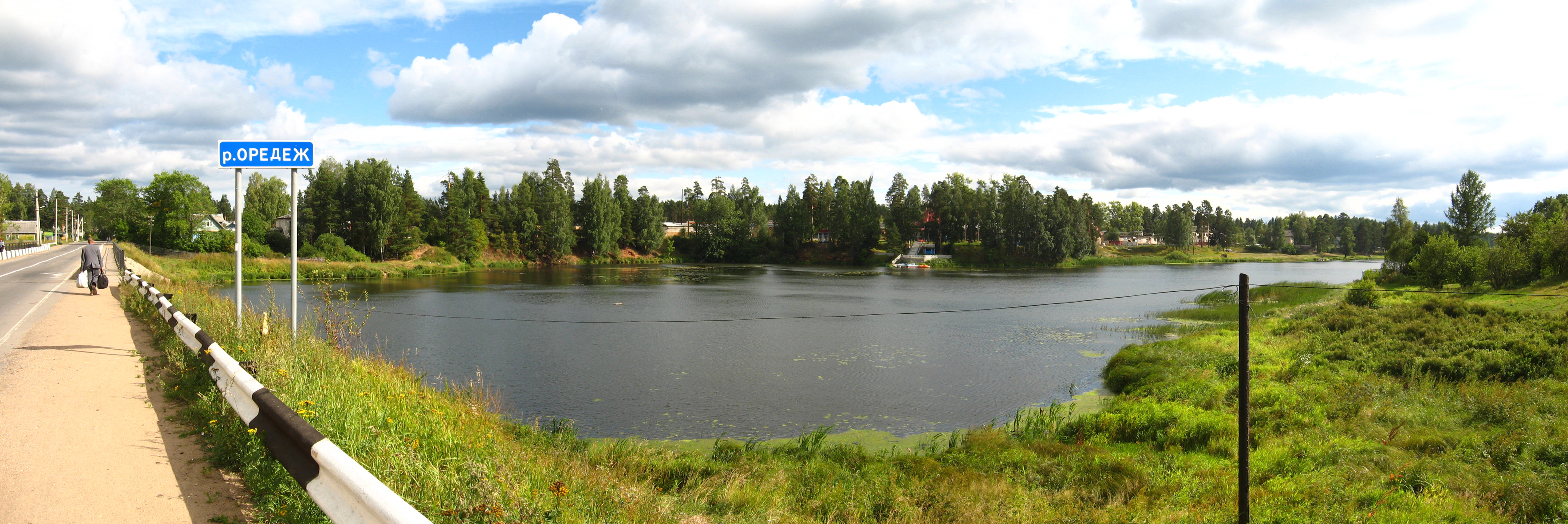
Панорама реки Оредеж у посёлка Вырица
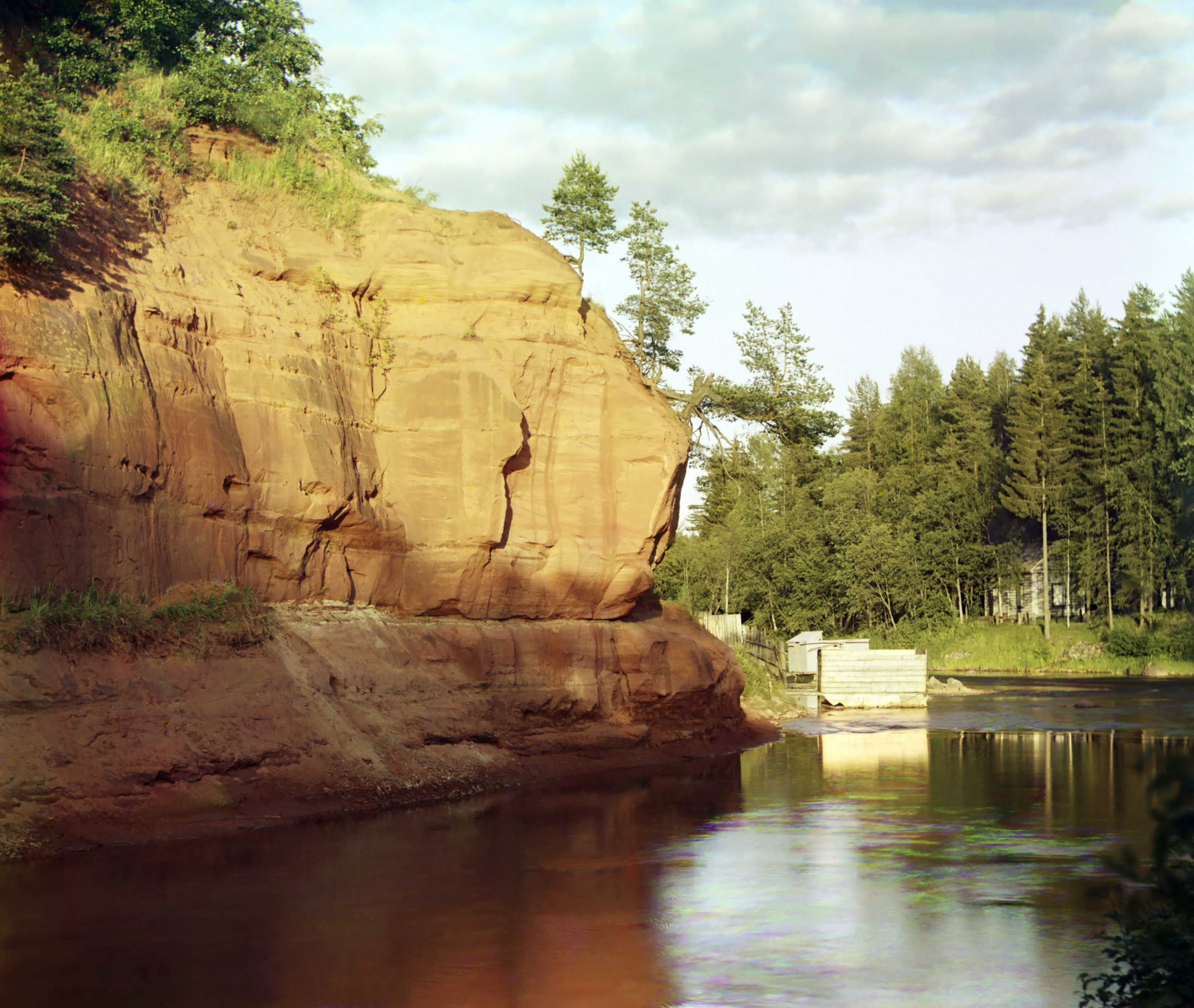
Река Оредеж. Фотография С. М. Прокудина-Горского, 1905 год